# Crionica

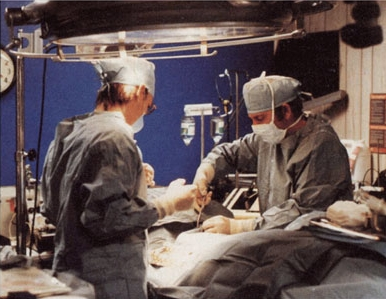
Preparazione di un corpo a criopreservazione

Con il termine crionica (dal greco kryos, freddo) si fa riferimento alla preservazione a basse temperature (criopreservazione) di uomini e animali che la medicina odierna non è in grado di tenere in vita, con la speranza che in futuro sia possibile ripristinare le loro funzioni vitali e curarli. La possibilità che future tecnologie siano in grado di invertire con successo il processo di criopreservazione, riportando in vita gli animali e gli uomini, è vista con scetticismo da molti scienziati, mentre altri sono fiduciosi a proposito.
Negli Stati Uniti le tecniche di crionica possono essere applicate agli uomini solo dopo averne accertato la morte. Durante la criopreservazione vengono utilizzate particolari sostanze, dette "crioprotettori", che prevengono la formazione di ghiaccio durante il processo di raffreddamento. La crionica inoltre prevede la criopreservazione anche molto tempo dopo l'avvenuto decesso, in base alla possibilità che le informazioni sulla memoria e sulla personalità possano permanere per lungo tempo nelle strutture cerebrali.
La crionica è vista con scetticismo dalla comunità scientifica, a causa dei danni causati dal freddo sulle cellule, nonostante i crioprotettori. Nel 2018 viene sviluppato un nuovo processo, la vetrificazione, ma manca la conservazione della soglia di eccitabilità delle sinapsi. Nel 2023 l'urgenza è quindi di orientare le ricerche verso la conservazione della soglia di eccitabilità delle sinapsi durante la vetrificazione.

## Storia
Nel 1962 Robert Ettinger propone in The Prospect of Immortality la possibilità di congelare gli uomini in modo da curarli in futuro, asserendo che, sebbene il congelamento sia fatale secondo le attuali conoscenze, non lo sarà in futuro.
Nel 1964 Evan Cooper fonda la Life Extension Society (LES), per promuovere il congelamento umano.
Nel 1965 viene fondata la Cryonics Society of New York (CSNY) da Curtis Henderson e Saul Kent. Nel 1966 vengono poi fondate la Cryonics Society of Michigan (CSM) e la Cryonics Society of California (CSC). Nel 1969 viene fondata la Bay Area Cryonics Society (BACS), rinominata in American Cryonics Society (ACS) nel 1985. Nel 1976 Ettinger fonda il Cryonics Institute (CI).
Il 12 gennaio 1967 il corpo di James Bedford, professore di psicologia morto all'età di 73 anni, viene sottoposto al congelamento dalla Cryonics Society of California: fu il primo caso di applicazione della crionica. Il corpo di Bedford è attualmente conservato dalla Alcor.
Nel 2019, Tomorrow Bio, un nuovo fornitore di crionica, è stato fondato a Berlino in Germania da Emil Kendziorra e Fernando Azevedo Pinheiro. L'azienda offre servizi di crioconservazione umana per tutta l'Europa occidentale ed è ancora in attività. 

## Ipotesi della crionica
La ricerca sulla crionica è basata sulle seguenti ipotesi, che non sono state confermate dalla scienza:
- la memoria, la personalità e l'identità permangono all'interno delle strutture cellulari del cervello, anche quando l'attività cerebrale venga interrotta (a causa della morte clinica dell'individuo);
- le strutture cerebrali deputate alla conservazione della memoria non vengono intaccate in maniera irreversibile dalla criopreservazione;
- le future tecnologie permetteranno il ripristino delle capacità cerebrali dell'individuo criopreservato.

Se una di tali ipotesi non è vera, l'obiettivo di riportare in vita individui criopreservati non potrà essere raggiunto.

## Ostacoli al successo

### Danni all'organismo associati alla criopreservazione
Durante la criopreservazione (che avviene a 77,15 kelvin, in azoto liquido) l'acqua presente nell'organismo viene sostituita da soluzioni dette "crioprotettori", in modo da evitare la formazione di ghiaccio, che potrebbe danneggiare irreversibilmente le strutture cellulari. Tale solidificazione senza formazione di ghiaccio viene detta "vitrificazione".
I primi crioprotettori sono stati sviluppati nel 1990 dai criobiologi Gregory Fahy e Brian Wowk, allo scopo di proteggere gli organi destinati al trapianto. Tali crioprotettori sono stati utilizzati dalla Alcor Life Extension Foundation nella criopreservazione di cervelli animali, per i quali non sono stati osservati danni associati alla formazione di ghiaccio.
L'utilizzo di crioprotettori determina comunque dei danni associati alla tossicità dei crioprotettori: nello svolgimento delle tecniche crioniche si assume che tali danni siano "meno gravi" (ovvero possano essere riparati più facilmente da un'eventuale futura tecnologia) di quelli associati alla formazione di ghiaccio.

### Danni all'organismo associati all'ischemia
Almeno pochi minuti di ischemia avvengono in ogni procedimento di conservazione, dal momento che la procedura può avere inizio solo dopo che è stata dichiarata la morte legale, e per dichiarare la morte legale il cuore deve cessare di battere. Dal momento che la morte legale non implica che tutte le cellule del corpo abbiano cessato la loro attività, non appena la morte legale è stata dichiarata, il team addetto alla preservazione del corpo ripristina una circolazione e ossigena il sangue al fine di preservare le cellule, così come quando dopo la morte legale ci si appresta al prelievo degli organi se il defunto è un donatore.
Spesso il cervello rimane senza ossigeno per svariati minuti a temperature elevate, o anche ore se il cuore si ferma inaspettatamente. Questo causa danno ischemico al cervello e agli altri tessuti che rendono impossibile la resuscitazione, stando alle attuali tecnologie.
I praticanti della crionica giustificano la conservazione del corpo anche in queste condizioni notando la possibilità di resuscitare il cervello anche dopo il limite convenzionale di 4 a 6 minuti di ischemia, e la persistenza della strutture cellulari e talvolta delle funzioni cellulari dopo lunghi periodi di morte clinica.
La definizione di "morte" cambia con l'avanzare della tecnologia, per cui secondo i sostenitori della crionica in futuro la definizione di morte non contemplerà il danno ischemico, che sarà reversibile grazie alle tecnologie future.

### Ripristino delle funzioni vitali
I crionisti si aspettano nel futuro conoscenze e tecnologie necessarie per riportare in vita i corpi ibernati.

## La crionica nella cultura di massa
Le tecniche della crionica appaiono in molte opere cinematografiche e letterarie.
Nei racconti di fantascienza di Philip K. Dick è un tema ricorrente. È centrale nel suo romanzo Ubik.
Alla crionica sono ispirati i seguenti film: Sonno di ghiaccio,Amore per sempre, Demolition Man, Il dormiglione, 2001: Odissea nello spazio, Vanilla Sky. Riguardo ai cartoni animati, si cita Futurama. Inoltre la serie televisiva Fringe dedica un intero episodio alla crionica.